# عملية سوزانا (كتاب)
عملية سوزانا  كتاب للصحفي عادل حمودة صدر عام 1988 عن دار الشباب للنشر والترجمة والتوزيع  في 318 صفحة. يتحدث الكاتب عن واحدة من أشهر عمليات المخابرات الإسرائيلية  التي عرفت بفضيحة لافون وهي عملية سوزانا، كان من المفترض أن تتم في مصر بهدف تفجير أهداف مصرية وأمريكية وبريطانية داخل مصر.

## محتوى الكتاب
الإهداء – بدون مقدمة – اللعب بالنار – شرائح الميكروفيلم – دكتور «بول» – مس «نو» – مدرسة «رحيل» – إنتحار «بنت» – الجاسوس والبارون – عميل مزدوج – البداية «باركوخبا» – 5 دقائق فقط – آخر من يعلم – جزاء سنمار – اجهاض السلام – سلاح الإستقالة – نهاية بن جوريون – لم يبق إلا بيريز – بعد أن قرأت – وثائق الكاميرا – ملاحق.

## مقدمة الناشر
جند جهاز المخابرات الإسرائيلية مجموعة من اليهود المصريين؛ للقيام بعمليات حرق، وتفجير دور السينما في القاهرة والإسكندرية؛ وزرع القنابل في مبنى السفارة الأمريكية؛ وذلك من أجل تدمير علاقة الثورة وجمال عبد الناصر بالغرب. واتهام الشيوعيين والإخوان المسلمين بهذه العمليات. وقد لجأت المخابرات الإسرائيلية إلى أساليبها المعروفة في التجنيد، مثّل الجنس، والمال، والشدوذ، ونجحت في أن يسافروا سرا للتدريب في مراكز الموساد في إسرائيل. وقد كانت هذه العمليات، السبب في تفكير جمال عبد الناصر في إنشاء جهاز المخابرات العامة في مصر، والتفكير في إرسال جواسيس مصريين إلى إسرائيل مثل رفعت الجمال الشهير برأفت الهجان. ملف هذه العمليات والوثائق الخاصة بها ينشرها لأول مرة الكاتب الصحفى عادل حمودة الذي تستحق مؤلفاته الإقتناء.

## المقدمة
لا يحتاج هذا الكتاب إلى مقدمة. االمقدمة تفسده. إنه سيناريو، واقعى، مثير، ومحكم، لا يجوز أن تسبقه مقدمة تشرحه أو تفسر سلوكيات أبطاله. ولو كانت المقدمة إجبارية، وهى ليست كذلك، فلا بد أن تبتعد عن نص الكتاب، وتدور حول الذين ساعدوني في الحصول على مادته... وهم ليسوا معروفين لدي شخصيا.. لأنهم إما عاشوا في زمن غير زمني.. أو يعيشون في وطن غير وطني. والذين عاشوا في زمن غير زمني هم الذين كشفوا أبعاد القضية الخطيرة التي يتناولها الكتاب، وحققوا وقائعها، وحاكموا أبطالها وتابعوا تفاصيلها، واحتفظوا باوراقها، وملفاتها، ووثائقها، لكي نطلع عليها، ونعيد صياغتها، ونقدمها إلى أجيال جديدة، لم تعرف ما جرى فيها لسبب بسيط - لا ذنب لها فيه - هو أنها لم تكن قد ولدت بعد. والذين يعيشون في وطن غير وطني، هم الكتاب الأجانب، الذين سعوا إلى تقديم الوجه الآخر، الخفي لهذه القضية، وأتاحوا لنا الاطلاع على ما لم يكن من الممكن معرفته، لو لم يفعلوا ذلك"، يواصل الكاتب قائلا: "أن عملية "سوزانا" التي يشير إليها عنوان الكتاب ليست مجرد عملية عابرة من عمليات "المخابرات الإسرائيلية في مصر" كما يشير عنوان الكتاب أيضا.. وإنما كانت عملية "انقلابية" غيرت كل مفردات الصراع في المنطقة لفترة استمرت طويلا.. فقد أدت إلى ضرب محاولات السلام التَي سعى إليها موشيه شاريت رئيس وزراء إسرائيل الأسبق، من أجل التفاوض والتفاهم مع جمال عبد الناصر.. وأدت إلى الإغارة على غزة، وفرضت على مصر شراء السلاح من السوفييت. ومن ثم كانت إحدى الخطوات الأولى في الطريق إلى حرب السويس.. وأدت إلى انفجار حرب المخابرات الشرسة بين مصر، وإسرائيل، تلك الحرب التي كان شعارها: "عش لتأكل أو لتؤكل".. وأدت إلى سقوط أخطر وأهم زعماء إسرائيل.. موشى شاريت.. بنحاس لافون.. وديفيد بن جوريون.. وأدت إلى انقسامات حادة في أعتى المؤسسات الإسرائيلية، من حزب ماباي أكثر الأحزاب شعبية، إلى تنظيم الهستدروت.. أكثر التنظيمات فعالية.. وأدت إلى صراع كان من الصعب حسمه داخل الجيش الإسرائيلى، وأجهزة مخابرات العدو الصهيونى كافة."

## مقتطفات من الكتاب
صباح يوم الأربعاء 2 يوليو.. بالتحديد في الساعة العاشرة والربع، تقدم شاب إلى صندوق خطابات البريد الجوى، بمبنى البريد الرئيسى بمدينة الإسكندرية، ووضع لفافة (طرد) صغيرة، مغلفة بعناية، ومرسلة إلى شخص، يدعى روبير طوغاي، عنوانه صندوق بريد رقم 1614 القاهرة.. وقد كتبت هذه البيانات بالحبر.. وبخط اليد.. وبالحروف الإفرنجية. الشاب نحيف.. أنيق.. ملامحه غير مصرية.. يمشى بسرعة.. يتصرف بثقة ويقلد نجوم هوليود في كل شئ، من تسريحة الشعر إلى موديل البنطلون.. ومن طريقة مضع «اللبان» إلى لون الحذاء.. أما صندوق الخطابات، فمصنوع من الحديد الزهر، ومصبوب على شكل زهرة اللوتس، بارتفاع رجل متوسط القامة. في اللحظة نفسها؛ تقدم إلى صندوق الطرود المجاور، شابين في نفس العمر ونفس الحجم، ونفس الطراز، وألقيا بلفافة مشابهة.. لكن مرسلة إلى شخص آخر، يدعى أ. بطر س، عنوانه 1260 شارع التتويج، الإسكندرية.
بعد ساعتين و45 دقيقة، دق جرس التليفون في مكتب الصاغ (رائد) ممدوح سالم، الضابط بالمباحث العامة (مباحث أمن الدولة فيما بعد) بالإسكندرية وأبلغ بحدوث حريق في مبنى البريد.. وعندما وصل إلى مكان الحادث، كانت سيارات الإطفاء قد سبقته .. وعرف من بعض الموظفين أنهم لاحظوا تصاعد دخان من بعض الصناديق، فابلغوا المطافئ"، يواصل الكاتب سرد حوادث الانفجارات ويكتب: "مساء يوم 14 يوليو .. بالتحديد في تمام الساعة الثامنة، دخل واحد من الشباب الثلاثة ومعه فتاة مكتبة المركز الثقافي الأمريكي (الاسم الرسمي مكتبة وكالة الاستعلامات الأمريكية) في الإسكندرية .. الفتاة حلوة .. مراهقة .. مرحة .. لا تخفي شقاوتها .. ولا تخجل من حرية الحركة التي منحتها لصدرها داخل (بلوزة من القطن المطبوع .. والتفت الموجودون إلى الفتاة .. وهذا أمر طبيعي .. لكن .. لا أحد منهم التفت إلى جراب نظارة من الجلد، كان الشاب يُمسك به في يده ولا أحد منهم انتبه إلى أن الشاب تعمد أن يترك الجراب على رف من رفوف المكتبة الخشبية التي تدور مع الحائط .. بالتحديد الرف السفلي من الزاوية اليمنى الأمامية من قاعة المكتبة .. ولم يهتم أحد بأن الشاب والفتاة غادرا المكان بعد أقل من 10 دقائق، وكأنهما كانا في محل (أيس كريم) لا في مكتبة ثقافية. بعد 45 دقيقة، دق جرس التليفون في مكتب ممدوح سالم وأبلغ بآن المركز الأمريكي؛ شبت فيه النيران."

## نقد وتعليقات
نشر موقع عربي 21 في 22 يناير 2017: "كتابا غامضا عرضته صحيفة يديعوت أحرنوت الإسرائيلية، السبت، يكشف تفاصيل كثيرة ومثيرة حول تلك القضية. الكتاب - حسب الصحيفة - تم اكتشافه بمحض الصدفة، وتم العثور عليه دون تحديد تفاصيل عن الناشر أو مكان النشر، لدى الدكتور باروخ فيلاح، وهو مؤرخ متعدد التخصصات وباحث أكاديمي. الكتاب يضم اعترافات بخط اليد لمجموعة من العملاء الإسرائيليين، الذين تم القبض عليهم من جانب الأمن المصري في القاهرة خلال منتصف القرن الماضي، بالإضافة لبعض صورهم"، وأضاف الموقع: "أن الكتاب يبدو أنه ينتمي لمجموعة تدعى "حزب النهضة الوطنية"، كانت تمول من المخابرات المصرية، مشيرة إلى أنه يكشف عن معلومات سرية حول قضية التجسس، كما أن تلك النسخة هي الوحيدة من هذا الكتاب. ونقلت يديعوت عن المؤرخ الإسرائيلي الذي حصل على الكتاب قوله: "يحتوي الكتاب على أسماء الجواسيس، وصور المرافق البريطانية، وطرق وضع المتفجرات، ووصف دقيق للعمليات، وصور لضحايا العمليات الصهيونية، وصور المواقع التي كانت قد وضعت فيها القنابل التي تم إبطال مفعولها قبل أن تنفجر."
كتب سعيد الشحات على موقع صحيفة اليوم السابع: "بعد شهرين من التحقيقات تم الإعلان عن قرار الاتهام، وبدأت المحاكمة في دار القضاء العالى يوم 11 ديسمبر 1954، وترأس اللواء محمد فؤاد الدجوى هيئة المحكمة العسكرية، ووفقا لحمودة: "جاء المتهمون في حراسة مشددة، وانتدب 14 محاميًا للدفاع عنهم لاستكمال الشكل القانونى، وكان من بينهم الدكتور جمال العطيفي (وزير الإعلام من 9 مارس 1967 - 6 فبراير 1977)، وازدحمت مقاعد الجمهور في قاعة المحكمة، فالإقبال كان شديدًا، خاصة من أعضاء الهيئات الدبلوماسية والمراقبين، والصحفيين الأجانب، ومبعوثي منظمات حقوق الإنسان والحريات المدنية في أوروبا الغربية، وأمريكا، وكان من بين الحضور أيضًا إنجى سميث، ضابط الأمن الإقليمى في السفارة الأمريكية بالقاهرة."
كتبت لوسي عوض في صحيفة "المصري اليوم" في 21 يناير 2011:"عملية "سوزانا"، تعد أول عملية للموساد في مصر عقب قيام ثورة يوليو 1952، أطلق عليها أيضا "فضيحة لافون"، في إشارة إلى بنحاس لافون، وزير الدفاع الإسرائيلى الأسبق، غير أن الاسم الحقيقى للعملية هو "سوزانا"، كما أوضحه الكاتب عادل حمودة في كتابه "عملية سوزانا"، وواصلت الكاتبة: "في الحادى عشر من ديسمبر عام 1954 جرت محاكمة أفراد الشبكة في محكمة القاهرة العسكرية التي أصدرت أحكامها، التي كانت الإعدام شنقا لموشى ليتو مرزوق وصمويل بخور عازار، وتم تنفيذ الحكم في 31 يناير 1955، والأشغال الشاقة المؤبدة لفيكتور ليفى وفيليب هرمان ناتاسون والأشغال الشاقة لمدة 15 سنة لفيكتورين نينو وروبير نسيم داسا والأشغال الشاقة لمدة 7 سنوات لماير يوسف زعفران وماير صمويل ميوحاس وبراءة إيلى جاكوب نعيم وسيزار يوسف كوهين، وتجاهل الحكم ماكس بينت لأنه كان قد أنتحر في السجن، وأعيدت جثته لاسرائيل بعد ذلك بأعوام."
نشرت صحيفة «إيلاف» الإلكترونية اللندنية في 11 ديسمبر 2004: «طوال 13 سنة لم تكف إسرائيل عن المطالبة بالإفراج عن هؤلاء الجواسيس مستخدمة كل أصدقائها في الغرب، وتلقت مصر عروضا مالية مغرية وعروضا تكنولوجية متقدمة مقابل ذلك، لكنها رفضت، لكن، جاءت حرب يونيو 1967 لتقلب كل موازين الرفض إلى قبول، لقد جرى تبادل من بقى في السجون منهم بأسرى مصريين قبض عليهم في تلك الحرب.»

## وصلات خارجية
https://www.goodreads.com/book/show/12151660 عملية سوزانا (كتاب)
http://opac.birehlibrary.ps/records/1/117874.aspx نسخة محفوظة 25 سبتمبر 2022 على موقع واي باك مشين. عملية سوزانا (كتاب)
https://www.youtube.com/watch?v=n7BM-QjdPis عملية سوزانا (كتاب)